# Le Livre de la mort (Mendez)
Pour les articles homonymes, voir Le Livre de la mort.
Le Livre de la mort est un plaidoyer contre la peine de mort publié par Théodore-Auguste Mendez en 1854. On doit au même auteur un Discours sur l'abolition de la peine de mort, dédié à Sa Majesté Louis-Philippe Ier, publié (sans date) à Pau.